# 386BSD
386BSD (též Jolix) bylo v informatice označení pro svobodný unixový operační systém vycházející z BSD. Poprvé byl představen v roce 1992. Běžel na IBM PC kompatibilních počítačích založených na procesoru Intel 80386.

## Historie
386BSD z velké části napsali dva absolventi univerzity v Berkeley: Lynne a Williame Jolitz. William Jolitz měl již velké zkušenosti s předchozími verzemi BSD (2.8 a 2.9BSD) a oba přispívali kódem k vývoji v Symmetric Computer Systems v průběhu 1980-1989. William Jolitz pracoval také na portování 4.3BSD-Reno a později 4.3BSD Net/2 na Intel 80386. 4.3BSD Net/2 byl neúplný a hlavně nefunkční systém s částmi kódu nepatřícími univerzitě v Kalifornii (vlastněných AT&T). Uvolnění 386BSD pro veřejnost začalo v roce 1992 a bylo založeno na částech 4.3BSD Net/2 spolu s dalším doplňujícím kódem napsaném Williamem a Lynne Jolitzovými nutným pro vznik kompletní a funkční verze.
Portování začalo v roce 1989 a první, neúplné stopy portu lze nalézt v 4.3BSD Net/2 z roku 1991. Poprvé byl vydán v březnu 1992 (verze 0.0) a v mnohem použitelnější verzi 14. července 1992 (verze 0.1). Proces portování společně s kódem byl bohatě dokumentován v 18dílném seriálu, který napsali Lynne Jolitz a Williamem Jolitz v časopise Dr. Dobb’s Journal uveřejňovaném od ledna 1991.

### FreeBSD a NetBSD
Po vydání 386BSD verze 0.1 začala skupina uživatelů sbírat opravy chyb a různá vylepšení a uvolňovat je jako neoficiální aktualizace. Vzhledem k rozdílům v názorech s autory 386BSD založili správci aktualizací v roce 1993 projekt FreeBSD. Přibližně ve stejné době byl založen také projekt NetBSD jinou skupinou uživatelů 386BSD, s cílem sjednotit 386BSD s jinými vlákny vývoje BSD do jednoho multiplatformního systému. Oba tyto projekty pokračují dodnes.

## Verze 1.0
Na konci roku 1994 byl dokončený 386BSD verze 1.0 distribuován na CD-ROM (kvůli obrovské velikosti 600 MB) spolu s časopisem Dr. Dobb’s Journal. Stal se z něj nejprodávanější CD-ROM tři roky po sobě (1994-1997). 386BSD verze 1.0 obsahuje zcela nový návrh a implementaci jádra, a odstartoval proces začleňování dřívějších doporučení vývojářů z Berkeley, která se nikdy neobjevila v BSD. 

## Vztah k BSD/386
Systém 386BSD je často zaměňován s BSD/386, který byl vyvíjen společností BSDi od roku 1991. BSD/386 používal ten samý kód jako 386BSD se základem v 4.3BSD NET/2 univerzity v Kalifornii. I když William Jolitz v roce 1991 krátce pracoval pro společnost UUNET (později se od ní oddělila BSDi), jeho práce se však lišila od té, kterou přispíval univerzitě v Kalifornii, a v žádném případě se neobjevila v kódu 386BSD. Místo toho dával William Jolitz pravidelné aktualizace kódu Donnu Seeleymu z BSDi na otestování. Všechny materiály mu byly vráceny, když opustil společnost pro zásadní neshody ohledně cílů a směřování společnosti.

## Autorská práva a použití kódu
Všechna autorská práva k 386BSD a JOLIXu jsou nyní drženy výhradně Williamem a Lynne Jolitzovými. Vydávání 386BSD bylo ukončeno v roce 1997. Kód je nyní k dispozici v mnoha odvozených operačních systémech, společně s několika jejich deriváty (např. Darwin Apple a OpenBSD). Části 386BSD lze nalézt i v jiných otevřených systémech jako třeba OpenSolaris.